# Jamie Petitto
Jamie Petitto ist eine US-amerikanische Schauspielerin und Fotografin.

## Leben
Petitto studierte von 2004 bis 2008 an der Valparaiso University die Fächer Kommunikation und Spanisch. Das Studium schloss sie mit dem Bachelor of Arts ab. Anschließend arbeitete sie bei verschiedenen Firmen in unterschiedlichen Berufen. Ab 2010 folgten erste Rollen als Fernseh- oder Filmschauspielerin. Im Juli 2017 gründete sie ihre eigene Unternehmung Digital Catch-All, die sich unter anderen der Fotografie widmet.
Ihr Schauspieldebüt machte sie 2010 in einer Episode der Fernsehserie I Didn’t Know I Was Pregnant. Im Folgejahr hatte sie eine Besetzung im Kurzfilm Stabbin Cabin. 2013 übernahm sie die Rolle der Bettie Jo im Film Geek USA. In den nächsten Jahren folgten weitere Besetzungen in Filmproduktionen sowie Episodenrollen in verschiedenen Fernsehserien unter anderem Jimmy Kimmel Live!, Modern Family und Beans, Rice and Potatoes. 2021 übernahm sie mit der Rolle der Vera eine größere Besetzung in dem Low-Budget-Film Jungle Run – Das Geheimnis des Dschungelgottes.
Sie ist mit Ryan Fortier verheiratet.

## Filmografie (Auswahl)
- 2010: I Didn’t Know I Was Pregnant (Fernsehserie, Episode 3x06)
- 2011: Stabbin Cabin (Kurzfilm)
- 2013: Geek USA
- 2014: Hipstapocalypse (Kurzfilm)
- 2014: My Olde Roommate (Fernsehserie, Episode 1x12)
- 2014: Moving (Kurzfilm)
- 2014: Recycled Babies (Fernsehserie, Episode 3x07)
- 2014: The Customer Is Always Right (Kurzfilm)
- 2014–2015: Jimmy Kimmel Live! (Fernsehshow, 3 Episoden)
- 2015: Modern Family (Fernsehserie, Episode 6x11)
- 2015: Beans, Rice and Potatoes (Fernsehserie, 2 Episoden, verschiedene (Sprech-)Rollen)
- 2015: Stardumb (Fernsehserie, Episode 1x02)
- 2017: High Land Parking (Fernsehserie, Episode 1x06)
- 2021: Jungle Run – Das Geheimnis des Dschungelgottes (Jungle Run)